# Robert Emmet

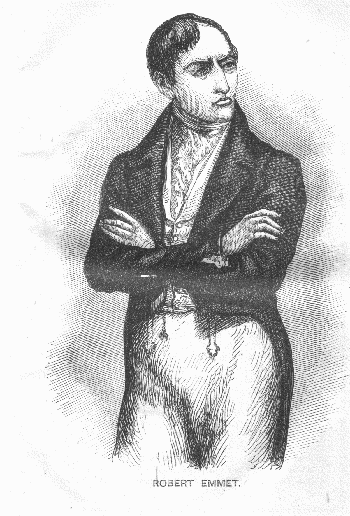
Robert Emmet

Robert Emmet, född 4 mars 1778, död 20 september 1803, var en irländsk nationalistisk rebelledare. Han ledde ett misslyckat uppror mot det brittiska styret 1803 och fängslades, dömdes och avrättades. 
Emmet föddes i Sam's Cross nära Clonakilty i västra Cork 1778. Hans far var kirurg åt lordlöjtnanten av Irland och medlemmar av den brittiska kungafamiljen när de besökte Irland. Han utbildades vid Trinity College, Dublin men avbröt sin utbildning när han anslöt sig till den patriotiska organisationen United Irishmen. När det irländska upproret lett av Theobald Wolfe Tone slogs ner i maj 1798 gick Emmet och andra upprorsmän i exil i Frankrike, där de anslöt sig till grupperna av emigrerade revolutionärer i Paris. Under ett kort uppehåll i Napoleonkrigen 1802 ingick Emmet i en irländsk delegation till Napoleon I som bad honom om stöd. Delegationen nådde ingen framgång, utan Napoleon undertecknade ett fredsfördrag med Förenade kungariket Storbritannien och Irland, som han hade varit i krig med. 
När konflikten i Europa förnyades i maj 1803 återvände Emmet och andra revolutionärer till Irland för att leda ett uppror. Upproret började i förtid 23 juli 1803 i Dublin men ledde inte mycket längre än till ett misslyckat försök att inta Dublin Castle, vilket urartade till allmänt tumult och att ordföranden i Irlands högsta domstol mördades i sin vagn. Emmet gömde sig men tillfångatogs 25 augusti nära Harold's Cross och fördes till Kilmainham Gaol. Han åtalades för högförräderi 19 september och den 20 september avrättades han genom hängning och halshuggning i Dublin. Kvarlevorna begravdes sedan i hemlighet. Efter att domen förkunnats höll Emmet ett tal som gjort honom känd för eftervärlden, där han uttryckte en önskan att ingen skulle skriva hans gravskrift förrän Irland hade tagit sin plats bland jordens fria nationer. 
Det har inte gått att klarlägga vad som skett med Emmets lik.

## Litteratur

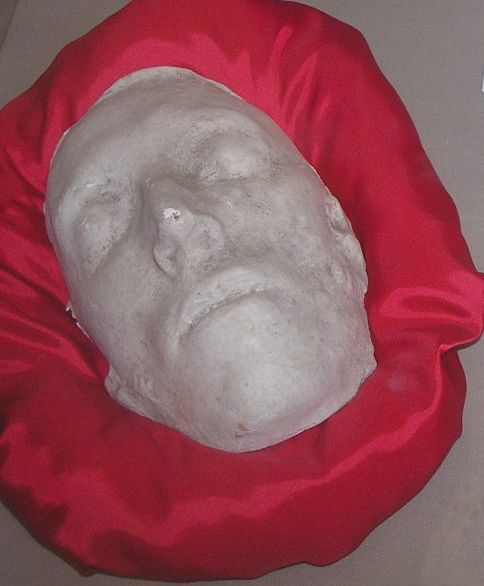
Robert Emmets dödsmask